# SŽD-Baureihe ТУ6П
Die Schienenfahrzeuge der Baureihe ТУ6П (deutsche Transkription TU6P) der Sowjetischen Eisenbahnen (SŽD) sind schmalspurige mit einer langen Personenkabine ausgerüstete Triebwagen, die als Variante der SŽD-Baureihe ТУ6А entstanden.

## Geschichte
Die Produktion des Triebwagens begann 1985 in der Maschinenfabrik Kambarka. Er ist eine Variante der SŽD-Baureihe ТУ6А. Der Triebwagen unterschied sich von der Lokomotive ТУ6A durch eine längere Personenkabine. Der Index Д in seiner Bezeichnung ist keine Abkürzung und die Triebwagen wurden unabhängig von der Diesellokomotive ТУ6A nummeriert. So existiert von der ТУ6П und der ТУ6A jeweils eine Inventarnummer 0001. Der erste Triebwagen wurde an die Republik Vietnam gespendet, bevor es möglich war, ein Design für eine Variante der moderneren SŽD-Baureihe ТУ8 zu entwickeln.

## Technik
Die Kraftübertragung ist analog zu der von der Lokomotive ТУ6А. Der Rottenkraftwagen wird von einem Dieselmotor mit mechanischer Kraftübertragung angetrieben. Er ist für den Personentransport auf Schmalspurbahnen mit einer Spurweite von 750 mm vorgesehen. Die Passagierkabine bestand aus drei Standard-Kabinen. Die Produktion der Triebwagen wurde 1988 gestoppt, nachdem 56 Fahrzeuge des Typs TU6P hergestellt worden waren. Die Kabine ist gut wärmeisoliert und übersichtlich, für die Heizung ist ein spezieller Heizapparat vorgesehen. Der Triebwagen wurde mit einer für Schmalspurbahnen üblichen Zug- und Stoßvorrichtung versehen, er konnte aber auch mit einer automatischen Mittelpufferkupplung ausgerüstet werden.

## Bilder

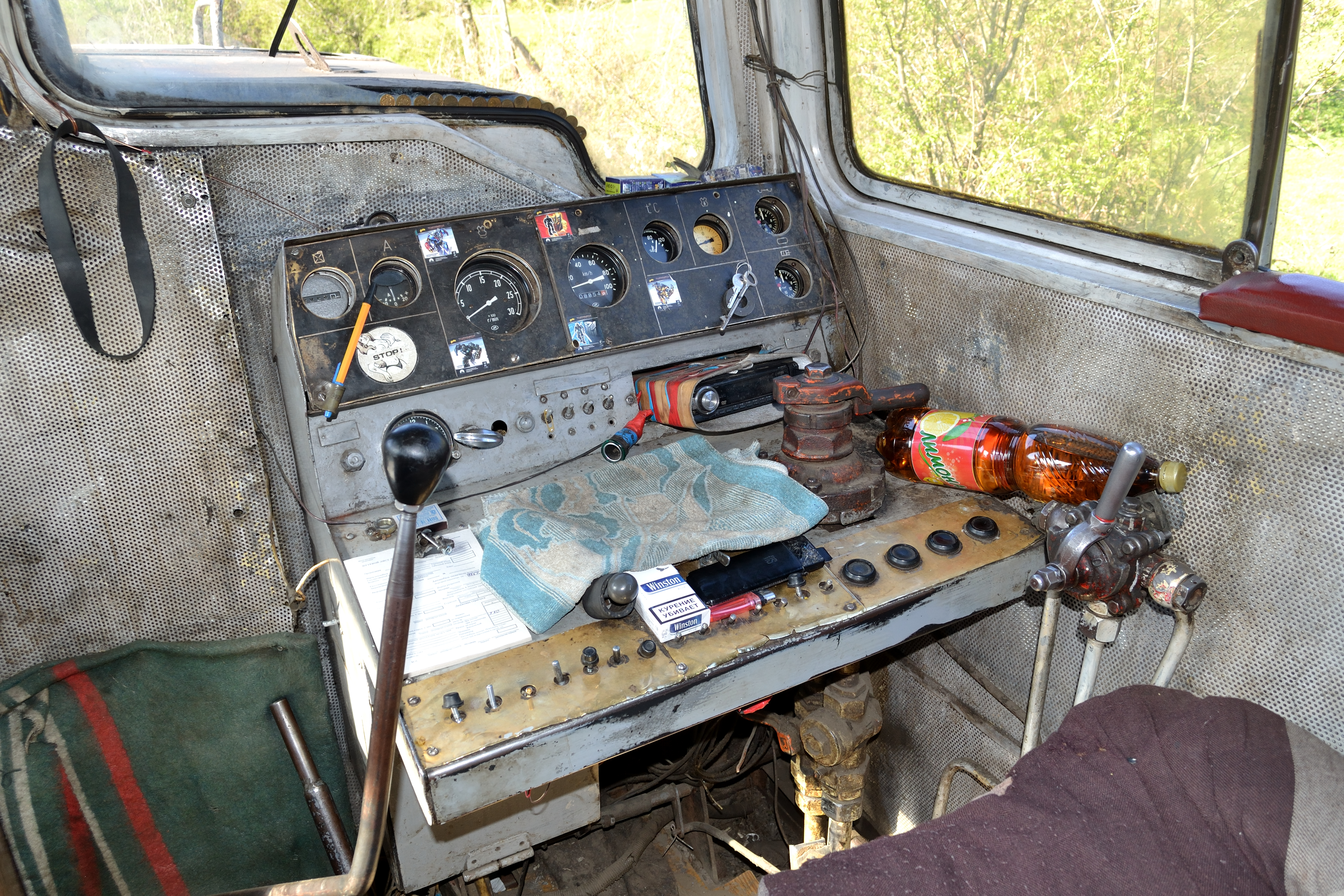
Führerstand
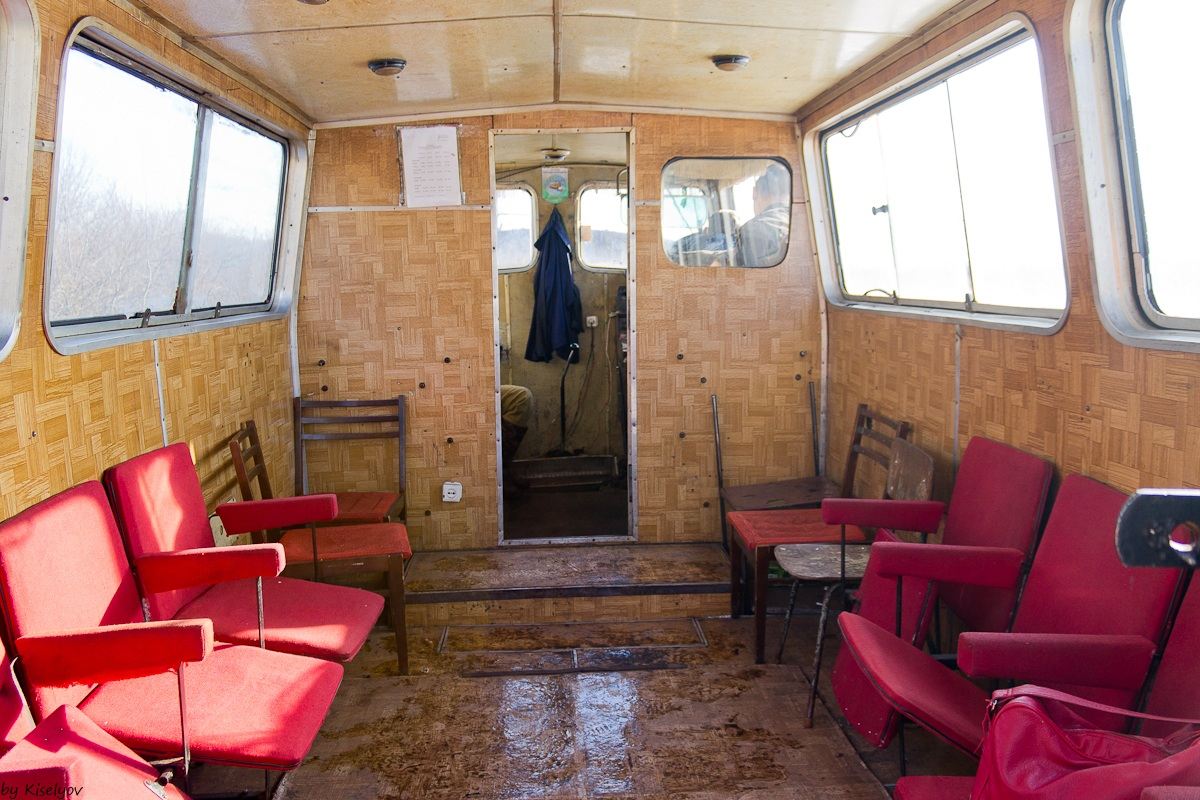
Innenraum der TU6P-0050